# Chris von Csefalvay
Chris von Csefalvay (Budapest, 1986. július 15.–), magyar származású brit epidemiológus és statisztikus, a vírusos megbetegedések dinamikájának kutatója.

## Tanulmányai, tudományos előmenetele
Az Oxfordi Egyetemen szerzett jogi diplomát 2009-ben. Egyetemi pályafutása során számos díj és kitüntetés nyertese, többek között az osztályelsőt kitüntető Martin Wronker díj nyertese. 2010-ben a Cardiffi Egyetemen szerzett gyakorlati jogi diplomát, különleges kitüntetéssel. 2011-ben visszatért az Oxfordi Egyetemre, ahol polgári jogi mesterfokozatot (BCL) szerzett.

## Pályája
2011 és 2013 között a Dechert LLP londoni irodájában dolgozott ügyvédként, a gazdasági bűncselekményekért felelős osztály részeként. 
2015-től a Reckitt Benckiser vezető adattudósa, ahol a dengue-láz egyik első előrejelző modelljéért felelt, majd 2016-ban hasonló szerepet töltött be a Volkswagen müncheni irodájában. Ezt követően a Humana-nak, az Egyesült Államok egyik vezető egészségbiztosítójának, dolgozott mint epidemiológiai tanácsadó. 2019 óta a Starschema különleges projektekért felelős alelnöke, valamint témavezető a Budapesti Műszaki és Gazdaságtudományi Egyetem matematika szakán.
Nős, felesége Janet Kathryn Hedrick magyar-amerikai illusztrátor, édesapja Cséfalvay Zoltán diplomata és egykori államtitkár. Angolul, németül, hollandul, oroszul, valamint pashtu és arab nyelven beszél. 2020 óta Washingtonban él.
2021-ben a Királyi Közegészségügyi Társulat teljes tagjává választotta. Ezelőtt a Royal Society of Arts rendes tagja és az Oxford and Cambridge Club tagja. 

## Publikációi
Számos publikáció szerzője, többek között a COVID-19 epidemiológiájának terén.
- Bundi, B. N., Mutua, V., Cheruiyot, I., Munguti, J., von Csefalvay, C., Nurani, K. M., & Ogeng’o, J. (2022). The Unusual High Origin Radial Artery in a Black Kenyan Population: A Cadaveric Study. Ethiopian Journal of Health Sciences, 32(2).
- Mutua V, Munguti J, Cheruiyot I, von Csefalvay C, Opare-Addo P, Kiko N, Wanjiru R. (2022) Tuberculous polyserositis in endemic areas with an emphasis on empiric therapy. Med Case Rep Study Protoc 2022; 3(4):e0221
- M C, von Csefalvay C, Ojuka D. (2021) Knowledge and attitudes of undergraduate medical students in Kenya towards solid organ donation and transplantation: are Africa’s future clinicians prepared? African Journal of Nephrology 2021;24(1):89-94.

- Mutua V, Henry B M, von Csefalvay C, Cheruiyot I, Vikse J, Lippi G, Bundi B, Newnex M. (2021). Tocilizumab in addition to standard of care in the management of COVID-19: a meta-analysis of RCTs. Acta Biomed 2022;93(1):e2021473.
- Mutua V, Newnex M, Bundi B, von Csefalvay C, Oriko D, Kitunguu P. (2021). Sudden bilateral lower limb paralysis with dural ectasia in Neurofibromatosis type 1: A case report. Med Case Rep Study Protoc. 2021;2:9(e0165)
- von Csefalvay, C. (2021). Anaphylactic events in mRNA vaccines: a reporting case-control study. medRxiv:2021.07.19.21260714.
- von Csefalvay, C. (2021). A case-control study of autoimmune AEFIs following COVID-19 vaccination reported to VAERS. medRxiv:2021.07.06.21260074.
- von Csefalvay, C. (2021). VAERS data reveals no increased risk of neuroautoimmune adverse events from COVID-19 vaccines. medRxiv:2021.06.13.21258851.
- von Csefalvay, C. (2021). Early evidence for the safety of certain COVID-19 vaccines using empirical Bayesian modeling from VAERS. medRxiv:2021.06.10.21258589.
- von Csefalvay, C. (2020). Vector quantisation and partitioning of COVID-19 temporal dynamics in the United States. arXiv:2008.00559.
- von Csefalvay, C. (2020). Statistical dynamics of SARS-CoV-2 as a differential game. arXiv:2007.13734.
- Foldi, T., von Csefalvay, C. and Perez, N.A. (2020). JAMPI: Efficient matrix multiplication in Spark using Barrier Execution Mode. arXiv:2007.01811. Big Data Cogn Comp 4(4) (2020), 32.
- von Csefalvay, C. and Foldi, T. (2020). PAWS: Towards a globally integrated outbreak surveillance system for public health. doi:10.5281/zenodo.3782877
- von Csefalvay, C. (2019). Novel quantitative indicators of digital ophthalmoscopy image quality. arXiv:1903.02695
- von Csefalvay, C. (2015). Ecological metrics of diversity in understanding social media. arXiv:1501.07621.
- von Csefalvay, C. (2009). On Good Intentions and Poor Outcomes: A Critical Retrospective on Chester v Afshar. 9 U. C. Dublin L. Rev. 46.

## Elismerései
- 2009: Martin Wronker díj az Oxfordi Egyetemen
- 2014: A Royal Society of Arts tagja
- 2021: A Királyi Közegészségügyi Társulat teljes tagja